# Live in Philadelphia, PA
Live in Philadelphia, PA is de 37e in een reeks livealbums van de Britse groep King Crimson. Het is opgenomen in Philadelphia (Pennsylvania) in 1996 in het Mann Centre. Het was hun laatste concert in een wereldtournee gecombineerd met studio-opnamen en men voelde de last van het dubbeltrio. De opnamen laten een moe King Crimson horen, vooral op disc 2. Deze manier van samenwerken liep op haar eind. Men zou nog proberen het weer op te starten tijdens de Nashville Rehearsals, maar men slaagde niet (meer) om op één lijn te komen. Pas in 2000 komt er een nieuw studioalbum uit: The ConstruKction of Light; Bruford is dan verdwenen.

## Geschiedenis en bezetting
- Adrian Belew – gitaar, zang
- Robert Fripp – gitaar, soundscapes
- Trey Gunn - gitaar
- Tony Levin – basgitaar
- Pat Mastelotto, Bill Bruford – slagwerk.

## Composities

### CD 1
1. Conundrum
2. Theta Hun Ginjeet
3. Red
4. Dinosaur
5. One time
6. VROOOM VROOOM
7. Waiting man
8. Neurotica
9. Elephant talk
10. The sheltering sky

### CD 2
1. B’Boom
2. THRAK
3. Sex, sleep, eat, drink, dream
4. Indiscipline
5. Larks’ tongues in Aspic II
6. Prism
7. 21st Centruy schizoid man
8. VROOOM
9. Coda: Marine 475

Jaren 60: mei, juni 1969; Marquee Londen · 5 juli 1969; Hyde Park Londen · 21/22 november 1969; San Francisco
Jaren 70: 11 mei 1971; Plymouth · 10 augustus 1971; Marquee Londen · 16 oktober 1971; Brighton · 13 december 1971; Detroit · 26 februari 1972: Jacksonville · 27 februari 1972;Orlando · 12 maart 1972; Denver radio · 13 maart 1972; Denver live · 27 maart 1972; Boston · 13 oktober 1972; Frankfurt am Main · 17 oktober 1972; Bremen · 13 november 1972; Guildford · 15 november 1973; Zürich · 29 maart 1974; Heidelberg · 30 maart 1974; Mainz · 1 april 1974: Kassel · 24 juni 1974, Toronto· 1 juli 1974, New York
Jaren 80: 30 april 1981; Bath · 30 juli 1982; Philadelphia · 2 augustus 1982; New York · 13 augustus 1982; Berkeley · 25 augustus 1982; Cap D’Agde · 29 september 1982; München · 17-30 januari 1983; studiowerk · mei-november 1983
Jaren 90: VROOOM sessies;april/mei 1994; studio · 1 juli 1995; Wiltern · 20-25 november 1995; Broadway · 29 november 1995; Chicago · 26 augustus 1996; 2e maal Philadelphia · mei 1997; Nashville studio · 1-4 december 1997 (P1) · 4 juni 1998; Chicago (P2) · 1 juli 1998; Northampton (P2) · 1 november 1998; San Francisco (P4) · 25 maart 1999; Austin (P3)
Jaren vanaf 2000: 11 juni 2000; Warschau · 9/10 november 2001; Nashville live · 3 maart 2003: Alexandria (P3) · april 2003 · najaar 2003; Japan · 20 juni 2003; Milaan · 16 november 2003; New Haven ·  28 juni 2017; Chicago